# Villa Rothschild
O Villa Rothschild é uma mansão histórica em Cannes. Foi construída em 1881 para Betty Rothschild, viúva de James Mayer de Rothschild. Está listado como um monumento histórico oficial desde 1991.